# Brazoria (Texas)
Brazoria ist eine am Brazos River gelegene Kleinstadt in der Metropolregion von Houston im US-Bundesstaat Texas. Das U.S. Census Bureau hat bei der Volkszählung 2020 eine Einwohnerzahl von 2866 ermittelt.
Obwohl sie namensgebend für das Brazoria County ist, befindet sich der Sitz des Countys in Angleton.
Im Südosten des Ortes befindet sich die Ellerslie Plantation, im Nordosten des Ortes gibt es einen County-Flughafen.

## Geschichte
Brazoria wurde 1828 gegründet. Im April 1838 wurde die erste Schule eröffnet und 1846 ein Postamt. 1884 hatte der Ort 800 Einwohner und 1890 bereits 900. Ab 1892 erschien die erste Wochenzeitung. Da die Eisenbahnlinie an Brazoria vorbei gebaut wurde, begann in den 1890er Jahren ein Niedergang des Ortes, und der Sitz des Brazoria Countys wurde 1897 nach Angleton verlegt. Die Bevölkerungszahl sank bis 1904 auf 633 Einwohner, stieg bis 1929 aber wieder auf 1.050. Die Entdeckung von Erdölvorkommen 1939 in der Nähe des Ortes führte zu einer Wiederbelebung des Ortes.